# 极分拟小蛭
极分拟小蛭（学名：Paraclepsis praedatrix）为舌蛭科拟小蛭属的动物。分布于印度、泰国以及中国大陆的广西等地，常见于近赤道的南部高山水体中。该物种的模式产地在印度。